# 巨神战击队Space Deleter
《巨神戰擊隊Space Deleter》(又名巨神戰擊隊之空間戰擊隊)是由廣東奧飛動漫文化股份有限公司、上海永旭文化傳播有限公司聯合投資攝製的特攝劇，也是《巨神戰擊隊》系列第二作。
本作於2014年12月22日正式在广东嘉佳卡通卫视和視頻網站播出。
造型設定亦再次突破中國風格而用上了太陽系各大行星，而標題和劇中部份台詞亦首次用上英語。在故事上除了和上作有一部份聯繫外，与《鎧甲勇士刑天》的世界觀亦有联系。
在製作方面，本作的拍攝地點繼續在象山县和上海。本作的主題曲和背景音樂作曲則繼續由在《鎧甲勇士拿瓦》擔任作曲，以及飾演馬青山一角的曾祥程負責。
而柴原孝典開設的Wild Stunt公司部份成員繼續擔任本作部份皮套演員，至於動作指導仍然由柴原孝典本人負責。

## 故事簡介
在海族的陰謀在巨神戰擊隊的努力下被粉碎以後，地球再次恢復了以往的和平——
然後到了2016年，為了更加探索宇宙的奧祕，有著領先全球科技的國家航星局(NSSA/National Space and Star Administration)舉行了一場名為天星大賽的遊戲大賽，以尋找出能控制無人宇航機的精英星際電子領航員。
然後在同一時間，自數千年前便活躍在宇宙的空間漏洞犯亦再度入侵地球，並一如既往的利用數據和空間信號捕獲人類運往各星球作為奴隸。
為了阻止漏洞犯的陰謀，由原國家航星局工程師任我行組成了Space Delete Alliance，並從大賽中找出六位精英參賽者，給予他們Space裝備和遠控宇航機以把漏洞犯全部刪除(Delete)！
他們就是新一代的戰擊隊——「Space Deleter(空間刪除衛)」！
「Space戰擊隊，所向無敵！」

## 登場角色

### 空間刪除衛同盟(SPA/Space Delete Alliance)
由原國家航星局工程師任我行的非正式組織，負責應對空間漏洞犯的侵攻，後來因兩隊戰擊隊合併而併入航星局中。
基地位為一座老舊房子的地下一層，雖然位置比較特殊但設備依然充足，後來則亦追加了另一基地在航星局總部的空間壓縮區中。

#### 空間刪除衛所屬Space戰擊隊
未合併時專屬唱名是「Space戰擊隊，團結一心！」和三人齊集後則變成「Space戰擊隊，戰无不勝！」，五人齊集後則變成「Space戰擊隊，百戰百勝！」。
| 演員   | 配音   | 角色         | 代號                                                     | 行星                  |
| ------ | ------ | ------------ | -------------------------------------------------------- | --------------------- |
| 顏敬傑 | 劉勝博 | 迪小龍(小龍) | Space Deleter Red・火戰衛 Space Deleter Galaxy・超星战卫 | 火星 太陽、月球、地球 |

以Mars Force為力量源的Deleter，擔當位置是衝鋒，專屬唱名是「天生無敵，火戰衛」。
後升級為以Sun Force、Moon Force、Earth Force和Mars Force為力量源的Deleter：超星戰衛。
在天星大賽中獲得模擬第一，穿梭遊戲獲得第二的參賽者。
說話上有點口沒遮攔，阿碧和天羽與他第一次對話後便已經被他惹火了。
但實際上是個會堅持自己夢想，他人面對困難也不會袖手旁觀的人。
最初在無視阿碧的搭話後，便目睹漏洞犯的行動和兩位Deleter的戰鬥，後來進入了SPA基地給了阿碧等人漏洞犯的行動線索，刚开始因怀疑自己的能力而不肯加入SPA，后被阿碧激起了好奇心，成为战击队一份子。在游大星醒悟后，並加入成為航星局的空间战击队一份子。
潛力為五人中最高，也被魯修迪稱為成為超級地球人的另一人選，後來因為鐵雄的話而開始懷疑魯修迪起來。
後來經歷魯修迪的消失，加上習得了人和地球的相處之道，令意志爆發到極限並成为超级地球人，召喚出超星烈刀並升級成超星战卫。
| 演員   | 配音   | 角色         | 代號                       | 行星 |
| ------ | ------ | ------------ | -------------------------- | ---- |
| 郭俊傑 | 戴超行 | 車天羽(天羽) | Space Deleter Blue・天戰衛 | 水星 |

以Mercury Force為力量源的Deleter，擔當位置是專責戰鬥，專屬唱名是「勇往直前，天戰衛」。
原天星大賽參賽者，曾在大賽中和小龍交手，並評論他「鬼主意很多」。
最先被阿碧邀請加入成為戰擊隊的一員的其中一人。
性格好動並帶點急躁，並對於自己的格鬥技能很有信心。口头禅「妥妥的」。
后在游大星醒悟后，加入航星局的空间战击队。
| 演員   | 配音   | 角色         | 代號                       | 行星 |
| ------ | ------ | ------------ | -------------------------- | ---- |
| 魯湘宜 | 王曉彤 | 查瓊兒(瓊兒) | Space Deleter Pink・夢戰衛 | 金星 |

以Venus Force為力量源的Deleter，擔當位置是戰術相關，專屬唱名是「智慧美麗，夢戰衛」。
原天星大賽參賽者，根據天羽口中她擅長的是穿梭技能推斷，似乎是在穿梭遊戲中獲得第一的參賽者。
最先被阿碧邀請加入成為戰擊隊的一員的其中一人。
平時性格溫柔、天真，喜歡可愛的東西；但戰鬥起來是亦不輸給男性，而且精神力更是五人最強的一位。

### 國家航星局(NSSA/National Space and Star Administration)
國家最高宇航發展中心，有著領先全球的宇航技術。

#### 航星局所屬Space戰擊隊
未合併時專屬唱名是「Space戰擊隊，攻無不克！」，五人齊集後則變成「Space戰擊隊，百戰百勝！」。
| 演員   | 配音 | 角色         | 代號                         | 行星 |
| ------ | ---- | ------------ | ---------------------------- | ---- |
| 趙壽俊 | 張恆 | 王易杰(易杰) | Space Deleter Yellow・地戰衛 | 土星 |

以Saturn Force為力量源的Deleter，擔當位置是狙擊，專屬唱名是「光明磊落，地戰衛」。
航星局為企圖取代SPA的Space戰擊隊而派出的Deleter之一，本身也是智力比賽第一名。
性格穩重，而且很熱心、健談，初次正式見面和瓊兒熟絡，並毫不保留的告訴對方有關自己的秘密。
後來和阿碧單獨見面後知道漏洞犯的來歷，同時雙方亦暗中聯絡交換情報。亦開始不贊成兩隊戰擊隊互鬥，亦促成兩隊戰擊隊的合併。
| 演員   | 配音 | 角色         | 代號                        | 行星 |
| ------ | ---- | ------------ | --------------------------- | ---- |
| 余文嘩 | 徐剛 | 陳力京(力京) | Space Deleter Green・森戰衛 | 木星 |

以Jupiter Force為力量源的Deleter，擔當位置是緝捕，專屬唱名是「所向披靡，森戰衛」。
航星局為企圖取代SPA的Space戰擊隊而派出的Deleter之一，本身也是射擊比賽第一名。
性格直率衝動，有什麼想法都立即衝口而出，初次正式見面便差點和小龍和天羽動手。
後來和對方合作了數次，並被金不敗陷害後，終於冰釋前嫌和眾人合作。

### 獨立行動的Deleter
| 演員   | 配音   | 角色         | 代號                        | 行星          |
| ------ | ------ | ------------ | --------------------------- | ------------- |
| 顧仁琪 | 趙乾景 | 李鐵雄(鐵雄) | Space Deleter Black・霧戰衛 | 天王星 海王星 |

以Neptune Force和Uranus Force為力量源的Deleter，專屬唱名是「深藏不露，霧戰衛」。
阿碧在天星大賽時認識的朋友，後來也成為了結拜兄妹。也是任我行的學生，更是最早察覺漏洞犯的舉動的人。
後被漏洞犯抓到海王星作奴隸，後來遇上了魯修迪並合力強奪海星艦回到地球。
回到地球經營著一間炸雞店，由於大受歡迎在外界也有著“G王子”的稱呼。
性格沉穩，喜歡獨自行動，在天星大賽各頂數據中也是全國第一位，亦被魯修迪稱為成為超級地球人的最佳人選。
本身的經歷所以對“保護地球人”這點看得很重，對於金不敗的招攬甚至以激烈的反應來拒絕。
對初只以來自外星的漏洞犯為攻擊對象，對於小龍等人甚至金不敗的拆爆王都沒有攻擊意圖，重來在看清小龍五人的決心終於決定加入。

### 其他角色
- 游希碧／阿碧（鄔霄蕾飾演，鄒新宇配音）

SPA執行會長，原天星大賽參賽者，也是Space戰擊隊的領航員，亦是最初唯一能任我行直接進行通訊的人
負責和被選成為戰擊隊的參賽者接觸，以及監視空間漏洞犯的活動，兩隊戰擊隊合併後成為戰情官。
平時性格上和普通女生一樣，但一發生事故和處理重要項目時便變得認真起來。
- 任我行（丁貫中飾演，孟祥龍配音）

Space戰擊隊的實際指揮官及SPA的創辦人，原國家航星局工程師。
在天星大賽內測結束後突然離開星局並創立SPA，在離開之前亦帶走其中三套Space裝備，在和鐵雄重遇後亦為他獨立製作一套Space裝備。
平時透過錄像鏡頭和阿碧進行進行通訊，但初期總是把外表用各種方法隱瞞。
除了SPA外，他亦在一間名為“萬能修”的修理店打工，後來在兩隊戰擊隊合併後回到航星局並成為了戰擊隊的總工程師。
在銀河勇擊王完成出擊後，為了不讓金不敗為打敗自己而走火入魔而決定出走增廣見聞，後在魯修迪消失後立刻回到航星局。
- 魯修迪（李宏磊飾演，樊俊航配音）

古代三星國最後一任國王，曾經被漏洞犯抓到火星作為奴隸，目前是沒有肉體的精神體。
後被調到海王星時遇上鐵雄並合力強奪海星艦回到地球，並告訴他回來的最主要目的是把合適的地球人訓練成超級地球人，但本身好像亦另有打算。
回到地球一段時間後突然以全息影像形態出現在阿碧面前，並自薦擔任Space戰擊隊的戰鬥導師。
但隨著鐵雄加入Space戰擊隊，在他步步進迫下終於表白：實際上他過去曾與漏洞犯達成協議，企圖把三星國以外的人都轉移到外星球去，不過最後卻是自己的國家被轉移到外星球；但當天三星國被轉移時大祭司下落不明使他非常懷疑，因而開始接近阿碧並想以她的技術來尋找大祭司的下落。
而現在失去野心的他就只剩下復仇心，只為消滅所有漏洞犯為三星國國民報仇，最後卻被大祭司背叛並奪去精神能量而消失。
由於是全息影像的關係，所以造型能隨意變換。
- 游大星（何小虎飾演，趙乾景配音）

國家航星局現任局長，阿碧的父親，也是前作唐專員的上司。
因為當年唐專員帶領巨神戰擊隊粉碎海族陰謀有功，連帶關係下受器重而擔任此職位。
為了找出星際電子領航員而決定舉行天星大賽。
起初對漏洞犯的存在毫不相信，亦不知道阿碧目前的工作。對於SPA所屬的Space戰擊隊亦有不信任的態度。
後來在一次被金不敗出賣後，開始獨自接觸SPA，並經歷過被漏洞犯捉走後認同了SPA，並讓兩隊戰擊隊互相合作，成为战击队指挥官。
- 天星大師（石峰飾演，王明揚配音）

國家航星局的人形訓練用機器人，內置世界各武術的資料。包括：四擊、六合、八法、十二型
- 上作的角色們

在游大星得知Space戰擊隊存在後致電給唐專員時提及的。
在上作完結後，唐專員和娜姐結婚並正在進行蜜月遊行中。
至於戰擊隊六名戰衛則因機械戰擊士需維修一年而休假半年。

## 敵方角色

### 空間漏洞犯
一群足跡遍佈宇宙的危險商業組織，並自稱為了太陽系的繁榮而行動。
他們為了獲得更多勞動力而在數千年前開始入侵地球，以捕獲人類運往各星球作為奴隸，但以免產生麻煩每次都只能隱密行事。
為了捕獲人類，他們會利用特殊機器將人類數據化，並以十分鐘時間生成傳送包並他們傳送走。
然而在他們眼中，地球人卻是一群什麼都能吃的沒進化野蠻生物。
另外，他們也會利用蟲洞進行移動和撤退。
- 火奴王

漏洞犯的“老闆”，來自火星，「阿瑞斯通緝令」排行第一的危險人物，黑星王的複製品。
行事手段和商人一樣，討厭下屬行事不佳、產生麻煩和越區銷售的行為。
在黑星王吸進黑洞前夕，他折斷了其中一條觸鬚並生了這個複製品，後在大半腥疤疙本尊消滅後親自到來地球，最後在黑星王回歸後被抹去意識。
- 黑星王

來自黑洞的黑地圖的危險外星人，火奴王的本尊。
為躲避阿瑞斯星的追捕逃進最接近黑洞的「黑地圖」裡，但因對方追捕太嚴密反被吸進黑洞。
身上帶著擁有全宇宙星體引力數據，名為「銀河之芯」的秘寶，能自由進出黑洞，以及和超星烈刀匹敵，具有切斷行星能量的「滅星半月刀」。
必殺技是打出滅星半月刀旋轉攻擊的旋月斬。
若把大祭司的精神能量和魯修迪的精神能量互相填補，就能獲得一套完整的基因密碼以改變蟲洞的密度和引力結構，以重疊現實世界和反空間，待黑地圖取代反空間的位置後便能他召喚出來。
後隨著大祭司複製品用計奪取魯修迪的精神能量後，也理所當然的回歸，其強奪了火奴王的身體，最後在和Space Deleter交手時被極惡魯修迪出賣而被打倒而失去肉體，後附身到金不敗身上。
- 大祭司（白衫飾演，王明揚配音）

古代三星國最後一任大祭司，地位不亞於魯修迪，被其稱為最接近超級地球人的人，但本體其實早已死亡，現在出現的只是複製品。
本身也是一個野心家，在得知自己因貪婪成為不了超級地球人後決定延續自己的生命，並出賣了整個三星國，後在三星國被轉移當日下落不明，並留在火奴王身邊擔任其下屬，最後本體在火星勞累過度死亡。
而現在出現的複製品亦在奪取了魯修迪的精神能量後被殺，精神能量亦歸黑星王所有。
- 腥疤疙

漏洞犯基本成員，負責聽從火奴王命令進行行動。
成員階來自各個星球政權的叛逆者，而且每一個都在「阿瑞斯通緝令」上榜上有名。
最初來到地球的大部份都只是複製品，後來複製品全滅後本尊亦開始陸續來到地球，而且實力對比複製品要強上許多。
若被擊敗一次的話便會把身體化成數據進入反空間重新構成並巨大化，同時他們在反空間造成的破壞亦會回饋到現實世界上。
- 金不敗（沈居輝飾演，胡翼配音）

國家航星局工程師，過去和另一工程師任我行稱為宇航雙鍵客。
後來因和任我行在開發Space裝備期間因一個小爭執而決定不再碰鍵盤而自願降職成為清潔工。
後來加入空間漏洞犯，為對付SPA所屬的Space戰擊隊和任我行而自願再擔任工程師。
无论外表和性格都如同怪人一样，而且为求打倒任我行不惜牺牲其他人。最後更為打倒任我行叛變加入漏洞犯。
最後在腥疤疙全滅，然後被火奴王干昏后，黑星王企圖將他滅口之際意外察覺了他是和超級地球人相對的極惡地球人，後更被黑星王附身並被抹去意識。
- 巴嗄

漏洞犯雜卒，名稱是英文「BUG」再故意讀成類似日語「バカ」而成。
開始戰鬥時會不斷發出「捶爆」一詞，但本身亦懂人類語言。
本身亦能進入反空間和巨大化。另外也有教官等級的巴嗄存在。
武器是形狀類似鋤頭的手錘和名為強攻炮的輕型火箭炮。
- 遠控拆爆王

由倒戈到漏洞犯一方的金不敗所製造的巨型機器人，目前已改良至第六代。
外形如同一台長著一雙腿的坦克車。
第二代追加了在自身迴轉的同時不斷發炮的技能：旋風炮。
- 極惡魯修迪

火奴王暗地製造的複製體，在大祭司吸取了魯修迪精神體能量後突然開始行動，之前亦被傳早已在海王星上死亡。
為極惡地球人和腥疤疙的結晶，性格完全繼承了魯修迪黑暗的一面。
在腥疤疙全滅後為奪取大祭司的精神能量出現在黑星王面前，後來和對方交易成功並在雙重各懷鬼胎下開始合作，後在和 Space Deleter交手期間出賣了黑星王並奪取了精神能量。
最後在青龍城古蹟和超星战卫交手並敗陣，更被黑星王奪取了精神能量。
- 极恶地球漏洞者

黑星王在集合極惡地球人和超級地球人的精神能量後變成的最終姿態。
目的是企圖把銀河之芯送到一千年前令全部星球連成一線，因此需要吸收星洞能量。
必殺技是打出高密度彈幕攻擊的極黑斬。
最後被宇宙創擊王以集合十大星體和全太陽系力量打出的宇宙絕星滅完全消滅。

## Space Deleter隨身裝備及戰鬥招式

### Space裝備
由國家航星局工程師任我行和金不敗共同開發的裝備，起初有兩套留在國家航星局，另外三套則在SPA手上。
- 外星五大能量

由航星局在各個行星收集的超級能量，亦是推動Space裝備和RCV的能量源。
分別為在火星晚霞落日時生成的Mars Force、在距離太陽最近的水星生成的Mercury Force、在金星破曉日出時生成的Venus Force、在土星光環上生成的Saturn Force和在木星大紅斑上空中生成的Jupiter Force。
- Space穿梭星能變

有著穿梭機外形的手錶型變身器，也是召喚遠控宇航機的道具。
變身者先拿出儲存行星能量的光盤並喊出「Space Deleter！」後，星能變便會出現並裝備到其左手。
然後變身者再把光盤裝到星能變上，轉動光盤並同時喊出「Loading！」，待星能變讀取光盤完畢後再喊出「Play！」後，星能變就會發出「Space Deleter Red/Blue/Pink/Yellow/Green・火/天/夢/地/森戰衛，Ready！3、2、1，Blast Off！Power Binding！」音效並完成變身。
同時當變身完畢後，會向四周發出衝擊波震開敵人。
本身亦能跟航星局總部的空間壓縮區中的傳送系統連動，以蟲洞為原理以擠壓空間，將變身者瞬間轉移到事件現場。
- 衝星箭

火戰衛專屬武器，為一個形狀類似火箭的短槍。
專屬必殺技是從前端發出箭型光彈的Space衝升擊。
- 戰星輪

天戰衛專屬武器，為一對形狀類似履帶車輪的拐。
專屬必殺技是從前端發出輪型光彈的Space飛輪擊和擊向地面引發波動的Space震地擊。
- 星光錐

夢戰衛專屬武器，為一個形狀類似衛星的手槍。
專屬必殺技是從前端發出能量炮的Space聚光擊。
- 追星鑽

地戰衛專屬武器，為一個手提式鑽頭。
專屬必殺技是从前端发出钻型光弹的Space追魂擊。
- 迅星鉗

森戰衛專屬武器，為一個手提式鉗子。
專屬必殺技是向前打出光刃的Space迅猛擊。
- 星能合擊炮

在五人喊出「Space戰擊隊，無堅不摧！星能合擊炮！」後，將各自的專屬武器合體而成的大炮型武器。
外型由衝星箭擔任主體、戰星輪擔任下方手柄、星光錐擔任炮口、追星鑽擔任左方手柄、以及迅星鉗擔任右方手柄。
專屬必殺技是集中能量後發出的能量炮：Space星能烈炮擊。

### 霧戰衛專用Space裝備
由任我行專為鐵雄而獨立開發的Space裝備。
力量源是由鐵雄取得的，由天王星的衛星殞石撞擊海王星而成的合成石中提取的Neptune Force和Uranus Force。
- Space穿梭星龍變

有著龍頭外形的手錶型變身器，也是召喚遠控海星艦的道具，和星能變不同有著探測腥疤疙的功能。
變身者先拿出儲存行星能量的光盤並喊出「Space Deleter！」後，星龍變便會出現並裝備到其左手。
然後變身者再把光盤裝到星龍變上，合上龍口並同時喊出「Loading！」，待星龍變讀取光盤完畢後再喊出「Play！」後，星龍變就會發出「Space Deleter Black・霧戰衛，Ready！3、2、1，Blast off！Power Binding！」音效並完成變身。
- 星蛟刃

霧戰衛專屬武器，為一把刻著龍頭紋路的箭頭形短刀。
專屬必殺技是從刀身劈出的海龍星蛟切。
- 星嘯槍

星蛟刃的手槍形態，這時手柄會折下，刀身亦會打開並露出槍管。
專屬必殺技是在前方憑空劃出十字型以瞄準後，向對方發出能量炮的海龍星嘯擊。
霧戰衛技能
- 龍騰高爆腿

霧戰衛專用技能。
在蓄力後一躍而起再在半空踢出光刃攻擊對方。
- 暴風迴旋踢

霧戰衛專用技能。
在抓住其中一個目標後再以其為中心旋轉，把周圍的其餘目標全部踢開。

### 超星戰衛專用Space裝備
- 超星烈刀

在小龍的意志爆發到極限，加上憶起魯修迪的教誨而生成的最終武器。
刀內集合了太陽、月球和地球生成的Sun Force、Moon Force、Earth Force的力量，刀背上裝著三枚儲存其力量的金色光盤。
在火戰衛喊出「日月地，超星烈刀！」後，超星烈刀便會出現，然後轉動三枚金盤同時喊出「Play！」後，超星烈刀就會發出「Space Deleter Galaxy・超星戰衛，Ready！3、2、1，Blast off！Power Binding！」。
但由於火戰衛本身只能加載Mars Force的關係，因此起初無法順利的發揮其完整力量。
在基本攻擊上能輕鬆重創腥疤疙，甚至連把對方的攻擊吸收後再化為光刃進行反擊。
可幫助宇宙創擊王穩定。
在轉動三枚金盤後可使用專屬必殺技。分別是生成巨型光刃再斬擊的烈陽超星破、向對方打出光刃的影月超星破和以光刃連續斬出四擊後再刺向對方的地球超星破。
而在扭動刀身上的轉盤後，便能使用最終必殺技、以集合三大星體力量的光刃向對方打出的恆星聚能破。

### Space技能
- 追風掌

地戰衛專用技能。
蓄力後以雙掌攻擊對方。
- 夢衛飛踢

夢戰衛專用技能。
在半空以飛踢攻擊對方。

### Space合擊
- Space天夢擊

由天戰衛和夢戰衛共同使用的合體技能。
由天戰衛的Space飛輪擊和夢戰衛的Space聚光擊組合而成。
- Space烈火天夢擊

由火戰衛、天戰衛和夢戰衛共同使用的合體技能。
由火戰衛的Space衝升擊、天戰衛的Space飛輪擊和夢戰衛的Space聚光擊組合而成。
- Space地森擊

由地戰衛和森戰衛共同使用的合體技能。
由地戰衛的Space追魂擊和森戰衛的Space迅猛擊組合而成。
以兩人的武器同時發出能量炮進行攻擊。
- Space衝刺擊[3]

火戰衛、天戰衛和夢戰衛使用的技能。
在一瞬間加速並衝擊對方。
- Space龍虎衝刺擊

Space衝刺擊的五人攻擊版本。
- Space五星殲滅擊

五人共同使用的合體技能。
首先由地戰衛和森戰衛同時打出光刃，接著再由火戰衛、天戰衛和夢戰衛同時發出能量炮進行攻擊。
- Space連續攻

- Space六星超能彈

六人共同使用的合體技能。
由五人以星能合擊炮打出的Space星能烈炮擊和霧戰衛的海龍星嘯擊組合而成。
- Space長蛇陣

六人共同使用的合體技能。
六人短暫合成一體後，向目標打出六發光彈。

## 載具/機器人

### 遠控宇航機/Remove Control Vehicle
簡稱RCV，由國家航星局製造的六台多功能航空機，目前因不明原因控制權落入SPA手上。
當Deleter進入後會在其身上裝上數個小型感應器以捕捉其動作進行操縱，本身亦可以電腦進行操縱。
平時都在位於不同地點的秘密基地中待機，在聽到Deleter召喚後便會以穿梭系統進入到戰鬥用的反空間，同時Deleter亦會以腰帶裡的穿梭系統進入到反空間中乘坐宇航機。
所有宇航機在合體前後都只在反空間停留180秒以內，否則來往反空間的空間門會消失，反空間亦同時重啟而令它們和Deleter徹底消失。
- 升箭號

火戰衛所屬宇航機，編號RCV-1，火箭型強速戰鬥宇航機。
本身內置一枚鐳射炮。四個主引擎能產生五百萬匹馬力，時速可達1200km/h。
待機點在大沙漠地底的停泊點裡。
- 天運號

天戰衛所屬宇航機，編號RCV-2，運輸車型重裝防禦宇航機。
運載能力可達五萬吨。設定上也能運載升箭號和夢戰號。
待機點在國家安全隧道裡。
- 夢戰號

夢戰衛所屬宇航機，編號RCV-3，衛星型超精密宇航機。
擁有續航力可達五十年的自生能源，偵察範圍覆蓋全球，資料儲存最大容量為二十億T。
本身內置兩枚射程可達地面的鐳射炮。合體後亦是太陽戰擊王的主要中樞。
待機點在地球的低地軌道。
- 鋼鑽號

地戰衛所屬宇航機，編號RCV-4，鑽頭車型重裝挖掘宇航機。
有著兩枚無堅不摧的鑽頭，轉速每秒可達八百轉。
持續運作能力為六百小時。合體後亦是星球戰擊王的主要中樞。
待機點在南海海底中。
- 蝶影號

森戰衛所屬宇航機，編號RCV-5，飛船型高速宇航機。
擁有優異的機動性和強大的攻擊力。四個強力引擎能令機體在兩秒達到超音速巡航。
待機點在國家森林公園內的停機坪中。
- 海星艦

霧戰衛所屬宇航機，原為漏洞犯所製造，來自海王星的戰鬥型宇航艦。
本身內置兩枚二連裝鐳射炮炮台，亦是唯一能單獨變形和星際穿梭能力的RCV。
原設定上具有一枚機械臂，在玩具成品中有重現出來。
待機點在地球的低地軌道。

### 合體巨神
- 太陽戰擊王/Solar Saver

由升箭號擔當上半身，天運號擔當下半身，夢戰號擔當肩膀裝甲、頭盔和主要中樞的合體巨神。
高七十米，各項性能若以十為標準的話，攻擊、防禦和操控等性能均達到七以上，屬綜合性戰鬥用機器人。
但是駕駛員必須要齊集三人才能令能源穩定來發揮所有性能。
- 基本技能

- 防護壁[4]

在前方張開六角形反射盾以把對方的攻擊反彈回去。
能源不穩定時會有無法張開的風險。
- 太陽重拳

將能源集中在左拳後向對方打出能量彈。
- 寸勁戰擊爆

將能源集中在拳頭後直接向對方打出。
- 太陽戰擊爆

將能源集中在腳上後向對方直接使出踢擊。
- 必殺技

- 烈日穿甲爆

將能源集中在胸口和肩膀裝甲上後，向對方放出能量炮將對方粉碎。
- 烈日衝箭爆[5]

將能源集中在由升箭號前端變成的長槍上後，向對方放出能量彈將對方粉碎。
- 烈日神勾拳

將能源集中在右拳後，向對方打出上勾拳的瞬間向其發出能量波。
- 星球戰擊王/Planet Saver[6]

由鋼鑽號擔當上半身和主要中樞，蝶影號擔當雙腿和腰甲的合體巨神。
高七十米，以巨型的拳頭為特徵，機體重量、防禦力和出力亦比太陽戰擊王高。
但是駕駛員必須要齊集兩人才能令能源穩定來發揮所有性能。
- 基本技能

- 防護壁

在前方張開六角形反射盾以把對方的攻擊反彈回去。
能源不穩定時會有無法張開的風險。
- 流星踢

向對方直接使出踢擊。
- 必殺技

- 星球狂臂爆[7]

將能源集中在雙臂後，向對方連續打出能量彈將對方粉碎。
- 星球狂鑽爆[8]

將能源集中在雙肩上的鑽頭後，向對方連續打出輪型能量彈將對方粉碎。
- 星球離子波

將能源集中在雙臂上的車輪後，再將能源傳到胸口並向對方放出能量炮將對方粉碎。
- 銀河勇擊王/Galaxy Saver[9]

由太陽戰擊王和星球戰擊王合體而成、高達八十五米、展示著地球威嚴的合體巨神。
合體時太陽戰擊王雙臂移到雙腿，同時由蝶影號變成的雙腿和腰甲亦裝到太陽戰擊王腿部，而鋼鑽號則變成雙臂和左手武裝。
速度、力量、防禦性都得到十倍提升，兼具強大的近距離和遠距離攻擊力，是一台全方面的高規格戰擊王。
- 基本技能

- 防護壁

在前方張開六角形反射盾以把對方的攻擊反彈回去。
- 必殺技

- 銀河穿裂爆

透過轉動雙肩上的車輪提升能源，然後將能源全集中在左手由鋼鑽號的雙鑽武裝後，向對方連續打出兩發螺旋能量彈將對方粉碎。
- 銀河激爆彈[10]

透過轉動雙肩上的車輪提升能源，然後將能源全集中在右手由升箭號前端變成的長槍上後，向對方放出能量彈將對方粉碎。
- 銀河暴風波

透過轉動雙肩上的車輪提升能源，然後將能源全集中在雙手後，向對方放出龍捲風狀能量彈將對方粉碎。
- 天星戰擊王/Uranus Saver

在海星艦發動形態轉換後，由中心部份成為身體，艦尾引擎部份成為雙腿，艦首成為雙臂，艦橋成為胸甲和頭部，然後全零件組合而成的巨神。
高七十米，擁有強大遠程射擊和近戰搏鬥能力，另外其特殊材質機甲也讓它得到強大的防禦力，屬攻守兼備的綜合機器人。
因為駕駛員只有一人的關係，所以令能源能一直保持穩定來發揮所有性能。海星艦的分體和轉換能力也同樣有。（只有玩具，劇中未出現）
- 基本技能

- 防護壁

在前方張開六角形反射盾以把對方的攻擊反彈回去。
- 必殺技

- 天星金剛切

將能源集中在雙臂後，向對方連續打出能量光刃將對方粉碎。
- 天星龍擊炮

將能源全集中在雙肩上的炮台後，向對方連續打出能量彈將對方粉碎。
- 天星龙卷风[11]

将龙头放回头部，胸部的大型涡轮放出龙卷风攻击。
- 宇宙創擊王/Cosmos Saver

由太陽戰擊王、星球戰擊王和天星戰擊王三大戰擊王合體而成、Space Deleter最後最強的合體巨神。
合體時太陽戰擊王和星球戰擊王先合體成銀河勇擊王，然後雙臂和夢戰號分離，天星戰擊王身體部份套上銀河勇擊王，兩機雙臂則組合成一對新的雙臂，夢戰號則裝到胸口上，最後天星戰擊王下半身變成背包裝到背後，銀河勇擊王的兩件武器則組合成一枚長槍。
在集合八大行星，以及日月的力量下近乎無敵，全性能都升級到極限，其推進器更可令它長時間在空中飛行。
但是合體前後火戰衛(超星戰衛)都必須手持超星烈刀才能令能源穩定來發揮所有性能。
- 必殺技

- 宇宙創擊波

透過轉動雙肩上的車輪提升能源，然後將能源全集中在胸口，再向對方放出能量炮將對方粉碎。
- 宇宙絕雷爆

透過轉動雙肩上的車輪提升能源，然後將能源全集中在右手上的長槍後，向對方連續打出能量彈將對方粉碎。
- 宇宙絕星滅

宇宙創擊王最後最強的必殺技。
把十大星體和全太陽系的力量完全集中在右手上的長槍後，向對方連續斬出無數能量光刃將對方粉碎。

## 主題曲
片頭曲
《瞬間移動》
- 演唱：李江南、段軒／作詞：周秉毅／ 作曲：曾祥程

片尾曲
《星空之翼》
- 演唱：鄭莉／作詞：周秉毅／作曲：姜爍波